# Wilbur Smith

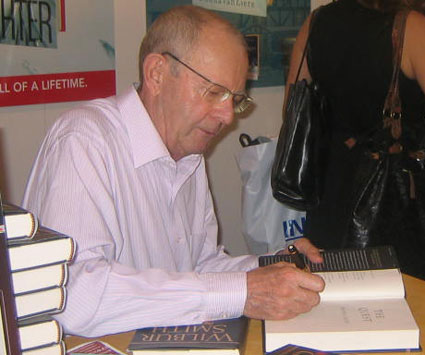
Wilbur Smith, el 2007

Wilbur Addison Smith (Zambia, 9 de gener de 1933 - Ciutat del Cap, 13 de novembre de 2021) fou un novel·lista especialitzat en novel·les de ficció inspirades en elements històrics vinculats a la convivència entre blancs i negres a la República Sudafricana al llarg de la història.

## Obres
- When the Lion Feeds, 1964
- Dark of the Sun, 1965
- The Sound of Thunder, 1966
- Gold Mine, 1970
- The Diamond Hunters, 1971
- The Sunbird, 1972
- Eagle in the Sky, 1974
- The Eye of the Tiger , 1975
- Cry Wolf, 1976
- A Sparrow Falls, 1977
- Hungry as the Sea, 1978
- Wild Justice, 1979
- A Falcon Flies, 1980
- Men of Men, 1981
- The Angels Weep, 1982
- The Leopard Hunts in Darkness, 1984
- The Burning Shore, 1985
- Power of the Sword, 1986
- Rage, 1987
- A Time to Die, 1989
- Golden Fox , 1991
- Elephant Song , 1993
- River God , 1995
- The Seventh Scroll , 1997
- Birds of Prey , 1999
- Monsoon , 2001
- Warlock, 2003
- Blue Horizon, 2005
- The Triumph of the Sun, 2007
- The Quest, 2009
- Assegai , 2011
- Those in Peril, 2013
- Vicious Circle, 2014
- Desert God, 2014
- Golden Lion, 2015
- Predator, 2016
- Pharaoh, 2016